# Galgo espanhol
O Galgo espanhol[Nota] (em castelhano:  galgo español) é uma raça conhecida desde a Antiguidade pelos romanos, ainda que existam suposições sobre um surgimento anterior. Descendente de antigos galgos da Ásia, adaptou-se a diferentes temperaturas, o que garantiu sua sobrevivência, já que fora exportado para países do Reino Unido no século XVI. Antecessor dos galgos ingleses e espanhóis, deu-lhes a capacidade de aclimatação. Fisicamente, sua pelagem é fina e curta, longa e dura. É qualificado ainda como de bom tamanho, arqueado e de linhas curtas. Sua estrutura esquelética é compacta, moderadamente longilínea, cuja proporcionalidade é voltada para a harmonia funcional. Caçador veloz, possui uma frase descritiva:
| “ | À lebre que foge, logo é caçada pelo galgo… | ” |